# Association nationale républicaine (France)

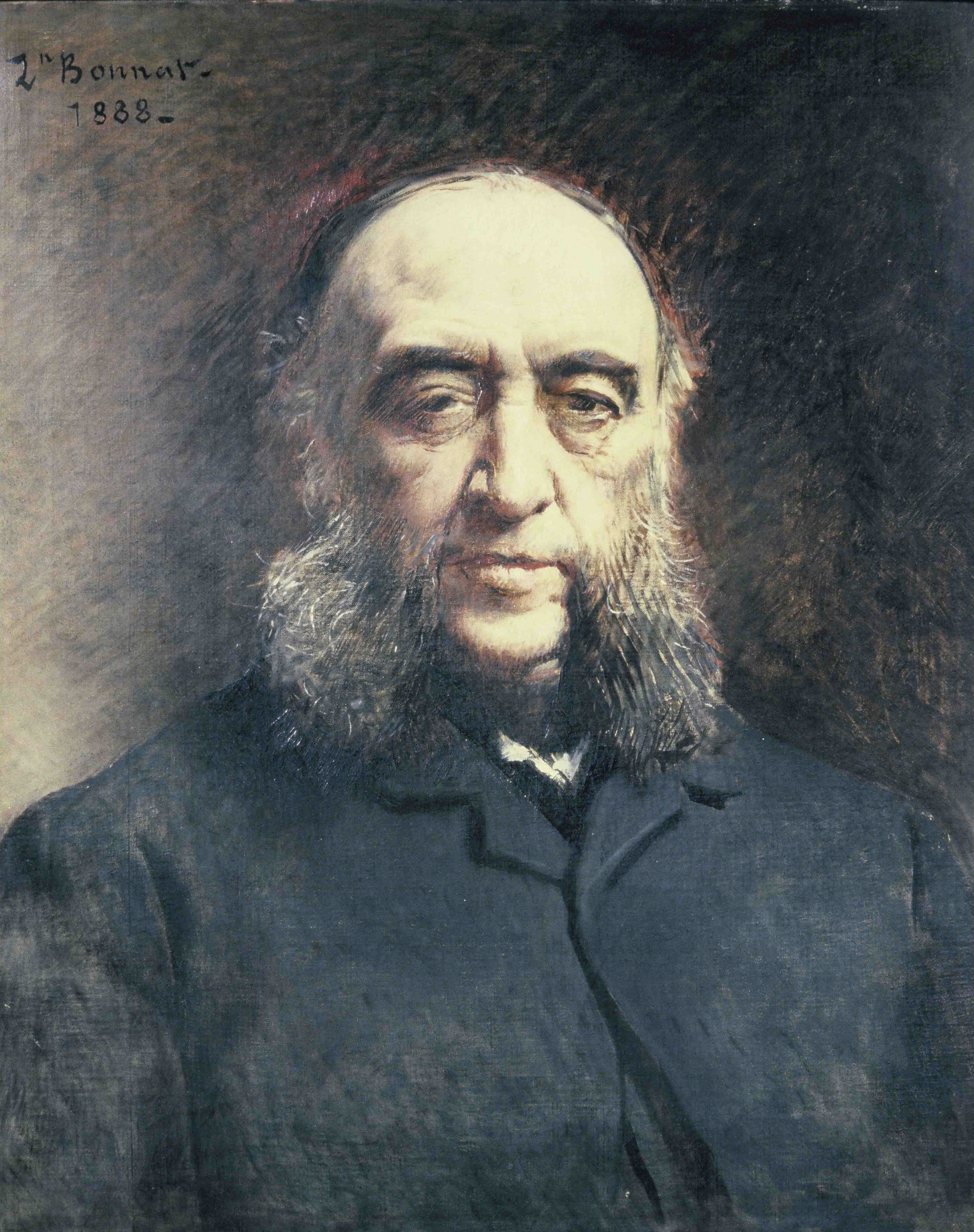
Jules Ferry, président de l'Association nationale républicaine (1889-1893).

Pour les articles homonymes, voir Association nationale républicaine.
L'Association nationale républicaine est une formation politique française de la fin du XIXe siècle et du début du XXe siècle.
Fondée en 1888 pour lutter contre le boulangisme, elle rassemble surtout des républicains modérés et libéraux, dits « opportunistes », dont elle suit l'évolution, du centre gauche au centre droit de l'échiquier politique, avant de participer à la création de la Fédération républicaine en 1903.

## Histoire

### Pendant la crise boulangiste

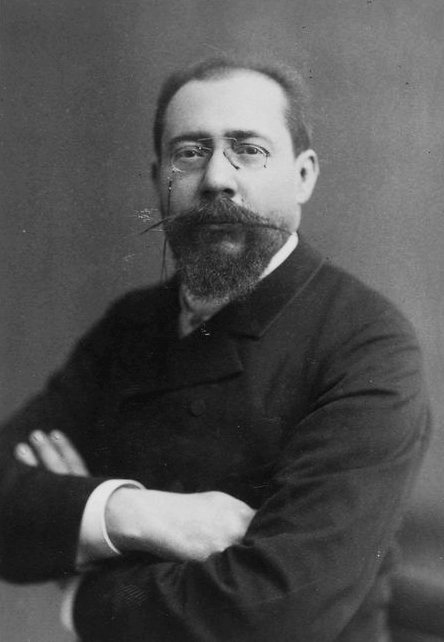
Maurice Rouvier, premier président de l'association (1888-1889).

En 1887, face aux progrès d'un mouvement boulangiste appuyé sur une propagande électorale offensive et efficace, les républicains décident de s'organiser afin de défendre le régime et de préparer les élections de 1889, en tirant les leçons des législatives de 1885 et en mettant à profit la célébration du centenaire de la Révolution française. Cette perspective motive les travaux de l'Association républicaine du Centenaire de 1789 (avec Paul Devès pour président et Paul Delombre pour secrétaire général) ainsi que la réunion d'un « Comité national républicain » (à ne pas confondre avec le « Comité républicain national », boulangiste) dirigé par Jules Steeg. En février 1888, ces deux associations fusionnent pour former l’Association nationale républicaine (Centenaire de 1789).
Plus de douze ans avant la constitution des premiers partis politiques français, l'Association nationale républicaine a vocation à coordonner l'action électorale des républicains de gouvernement, en centralisant les informations remontant des circonscriptions, en donnant des conseils juridiques aux comités locaux, en récoltant des fonds pour la campagne, en éditant des brochures ainsi qu'un bulletin périodique, en correspondant avec les journaux de province, en diffusant des caricatures du général Boulanger, et en organisant des banquets ainsi que des conférences. Siégeant au 51 de la rue Vivienne, elle se dote d'un « conseil général » (comparable au conseil d’administration des futures associations loi de 1901) et d'un « comité directeur » (bureau).
Élu président de l'association en mars 1888, Maurice Rouvier doit se retirer un an plus tard afin de se consacrer à ses responsabilités ministérielles. Il est alors remplacé par Jules Ferry en avril, qui assurera cette fonction jusqu'à son élection à la présidence du Sénat, peu de temps avant sa mort, en mars 1893.
Composée principalement de républicains opportunistes, l'Association nationale républicaine se distingue ainsi de l'autre grande association antiboulangiste, la Société des droits de l'homme et du citoyen, située plus à gauche car rassemblant surtout des radicaux (Clemenceau), des gambettistes de gauche (Ranc) et des socialistes possibilistes (Joffrin, Allemane) ou indépendants (Lissagaray). Le conservatisme de l'Association nationale républicaine est d'ailleurs critiqué par le radical Stephen Pichon dès 1888.

### De la fin du boulangisme à l'Affaire Dreyfus

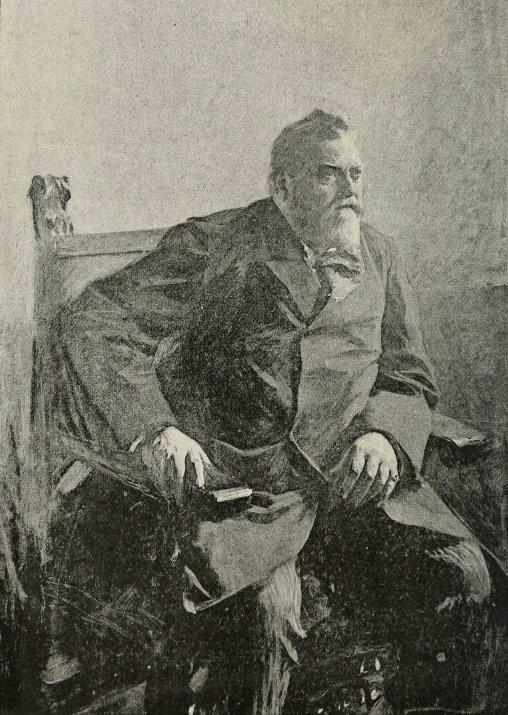
Eugène Spuller, président de l'association en 1893.

Ni la répression du boulangisme ni la fin des célébrations du centenaire ne mettent un terme aux activités de l’association, qui continue à recruter aussi bien parmi les élus de la majorité que parmi les industriels, les négociants, les hauts fonctionnaires et les élites scientifiques et culturelles. Elle compte entre 5.000 et 10.000 membres en 1894. Forte, à cette dernière date, de 1.200 comités locaux, elle exerce une influence considérable, à tel point que l'ancien chef de gouvernement Émile Ollivier a pu la considérer comme « le véritable gouvernement » : « C'est elle qui a exigé les non-lieu de Panama, qui fait les élections, qui patronne les candidatures officielles, qui nomme les préfets et les sous-préfets. Tout rayonne d'elle ».
Confiée pendant quelques mois à Eugène Spuller, qui doit démissionner afin d'intégrer le gouvernement en décembre 1893, la présidence échoit le mois suivant au député Honoré Audiffred. Décerné à Spuller, le titre de président d'honneur est attribué, après sa mort, à Pierre Waldeck-Rousseau.
Opposée au projet radical d'impôt sur le revenu et hostile à l'encontre des socialistes, l'association encourage la création, en 1899, de la « Ligue des contribuables » de Jules Roche, dont Audiffred prend la vice-présidence.

### De l'Affaire Dreyfus à la guerre

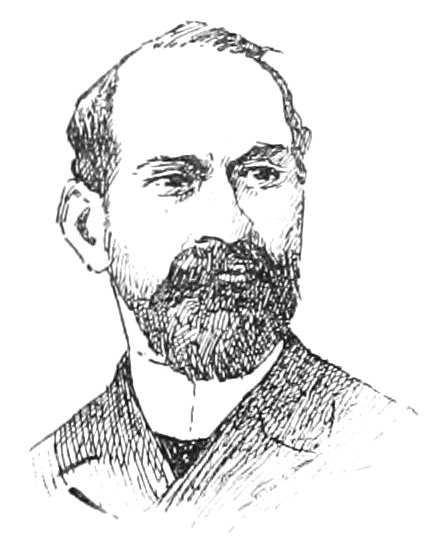
Honoré Audiffred, président de l'association à partir de 1894.

Pendant l'Affaire Dreyfus, l'Association nationale républicaine évolue vers la droite. Malgré son refus des thèses antisémites, elle s'inscrit progressivement dans le camp antidreyfusard. Audiffred soutient ainsi Méline contre Loubet lors du Congrès de février 1899 puis, malgré sa proximité avec Waldeck-Rousseau (dont il avait accepté la vice-présidence Grand Cercle Républicain), il s'oppose au gouvernement de Défense républicaine formé en juin.
Lors de cette scission du camp « progressiste » (adjectif revendiqué par les opportunistes dans les années 1890), de nombreux adhérents (comme Yves Guyot, Ferdinand Dreyfus, Ratier, Muret, Robiquet, Fontaine, Leven et Raynal) quittent l'association pour rejoindre les progressistes dreyfusards, qui créent en 1901 le parti de l'Alliance républicaine démocratique (ARD). En 1902, le dreyfusard Arthur Ranc critique le positionnement de l'association présidée par Audiffred et juge qu'elle ne devrait plus se réclamer de l'héritage de Gambetta et de Ferry.
Séparés de l'ARD par leur opposition à un Bloc des gauches ouvert aux socialistes, les progressistes de centre droit se distinguent également, par l'ancienneté de leur républicanisme et leur refus du cléricalisme, des catholiques ralliés qui fondent l'Action libérale populaire (ALP) en 1902. Ils décident donc de remédier à leur dispersion en créant à leur tour un grand parti politique. Ainsi, le 18 novembre 1903, l'Association nationale républicaine se joint à l'Union libérale républicaine, à l'Alliance des républicains progressistes de Méline et aux groupes parlementaires modérés (groupe républicain progressiste à la Chambre des députés, Alliance républicaine au Sénat) pour fonder la Fédération républicaine. Tout en adhérant à ce parti de droite républicaine présidé par Eugène Motte, l'association poursuit ses activités jusqu'à la veille de la Première Guerre mondiale.

## Membres notables

### Membres du comité directeur
- Victor-Eugène Ardouin-Dumazet, secrétaire (1893[9]-avant 1897[12]) ;
- Louis Armez, secrétaire (1893[9]-1894), vice-président (1894[11]-1897[12]), membre du conseil général (à partir de 1897[12]) ;
- Honoré Audiffred (1888[3]-1893), vice-président (1893[9]), président (à partir de 1894[11]) ;
- F. Aylies, chef du secrétariat (1893[27]-après 1897[12]) ;
- Martial Baile (1893[9]-avant 1897[12]) ;
- Louis Barthou (1893[9]-après 1897[12]) ;
- Ernest Briens, secrétaire (1888[3]-1893), membre du conseil général (1893[27]-après 1897[12]) ;
- Ernest Carnot (à partir de 1897[12]) ;
- Jean Casimir-Perier (1888[3]-avant 1897[12]) ;
- Godefroy Cavaignac (1888[3]-avant 1893[27]) ;
- Georges Chaudey (à partir de 1894[11]), secrétaire (à partir de 1897[12]) ;
- Frédéric Clément, secrétaire (à partir de 1897[12]) ;
- Armand Colin (à partir de 1893[9]-après 1897[12]) ;
- Émile Delmas (1888[3]-avant 1893), membre du conseil général (1893[27]-1898) ;
- Paul Delombre, secrétaire-général (1888[3]-après 1897[12]) ;
- Paul Devès, vice-président (1888[3]-avant 1897[12]) ;
- Ferdinand Dreyfus, vice-président (1888[3]-1899), démissionne en 1899[19] ;
- Constant Dulau (à partir de 1897[12]) ;
- Charles Expert-Bezançon, vice-président (à partir de 1897[12]) ;
- Jules Ferry, président (1889[4]-1893), président d'honneur (1893[28]) ;
- Ch. Flamand, secrétaire (1888[3]-avant 1897[12]) ;
- Georges Grosjean, membre du conseil général (à partir de 1897[12]) puis du comité[29] ;
- Eugène Guérin (1893[9]-après 1897[12]) ;
- Philippe Jourde (1888[3]-avant 1893[27]) ;
- Émile Lenoël, vice-président (1893[9]) ;
- Jules Leveillé, vice-président (1888[3]-avant 1897[12]) ;
- Narcisse Leven (1893[9]-1899), démissionne en 1899[21] ;
- Georges Lesueur, membre du conseil général (1889[4]-1893) puis du comité (1893[9]-avant 1897[12]) ;
- Lourdelet (1893[9]-après 1897[12]) ;
- Félix Martin-Feuillée, vice-président (1893[9]-avant 1897[12]) ;
- Jean Marty, membre du conseil général[30], vice-président (à partir de 1897[12]) ;
- Paul Melon, trésorier (1888[3]-1899), démissionne en 1899[19] ;
- Roger Merlin de Thionville, secrétaire (1888[3]-1893), membre du conseil général (1893[27]-avant 1897[12]) ;
- Félix-Philibert Michau (1888[3]-avant 1893[27]) ;
- David Raynal (1893[9]-1899), démissionne en 1899[22] ;
- Joseph Reinach (1888[3]-avant 1893[27]) ;
- Paul Rondeleux (1888[3]-1893), vice-président (1893[9]-après 1897[12]) ;
- Maurice Rouvier, président (1888[3]-1889) ;
- A.-J. Ronjat (1893[9]-après 1897[12]) ;
- Marcel Saint-Germain (à partir de 1894[11]), secrétaire (à partir de 1897[12]) ;
- René Salles, secrétaire (après 1899[31]) ;
- Jules Siegfried (1888[3]-après 1897[12]) ;
- Maurice Spronck, secrétaire (1897[12]-après 1906[32]) ;
- Eugène Spuller, président (1893[9]), président d'honneur (1893[10]-1896) ;
- Jules Steeg, vice-président (1888[3]-1893), membre du conseil général (1893[27]-1897) puis du comité (à partir de 1897[12]) ;
- Ludovic Trarieux (1894[11]-après 1897[12]) ;
- Georges Villain, secrétaire (1888[3]-après 1897[12]).

### Membres du conseil général
- Antoine Babaud-Lacroze (1893[27]-avant 1897[12]) ;
- Édouard Barbey (1889[4]-après 1897[12]) ;
- Auguste Bartholdi (1893[27]-avant 1897[12]) ;
- Eloi Béral (1889[4]-avant 1897[12]) ;
- Henri Blanc (1897[12]-1899) ;
- Adolphe Boissaye (1893[27]-après 1897[12]) ;
- Georges Bonnefous (à partir de 1897[12]) ;
- Arthur Chalamet (1893[27]-après 1897[12]) ;
- Joseph Chantemille (1893[27]-après 1897[12]) ;
- Maurice Colrat (à partir de 1897[30]) ;
- Émile Cornudet des Chaumettes (1893[27]-avant 1897[12]) ;
- Étienne Dejean (à partir de 1897[12]) ;
- Ernest Delaunay (à partir de 1897[30]) ;
- Maurice Demarçay (1893[27]-avant 1897[12]) ;
- Gustave Denis (1893[27]-après 1897[12]) ;
- Paul Deschanel (à partir de 1897[30]) ;
- Émile Dupont (à partir de 1897[12]) ;
- Jean-Baptiste Durand (1893[27]-avant 1897[12]) ;
- Léonce-Émile Durand-Savoyat (1893[27]-après 1897[12]) ;
- Alcide Dusolier (1893[27]-après 1897[12]) ;
- Achille Fanien (1893[27]-après 1897[12]) ;
- Charles Ferry (à partir de 1897[30]) ;
- Émile Ferry (1893[27]-1897) ;
- Charles Forest (1893[27]-avant 1897[12]) ;
- Louis-Alexandre Foucher de Careil[4] ;
- Marcel Fournier (à partir de 1897[12]) ;
- Charles Friedel (1893[27]-après 1897[12]) ;
- Étienne Goujon (1893[27]-après 1897[12]) ;
- Louis Grandeau (1893[27]-après 1897[12]) ;
- Jules Guichard (1893[27]-1896) ;
- Louis Hémon (1893[27]-après 1897[12]) ;
- Hippolyte Herbet (1893[27]-avant 1897[12]) ;
- Pierre-Nicolas Hervieu (1889[4]-après 1897[12]) ;
- James de Kerjégu (avant 1897[12]) ;
- Camille Krantz (à partir de 1897[30]) ;
- Alphonse Labussière (1889[4]-après 1897[12]) ;
- Maurice Lasserre (1893[27]-après 1897[12]) ;
- Auguste Le Cherbonnier (1893[27]-1896) ;
- Jules Legrand (à partir de 1897[30]) ;
- Georges Leygues (1893[27]-après 1897[12]) ;
- Louis Lombard (1893[27]-après 1897[12]) ;
- Jean Macé (1893[27]-1894) ;
- Alfred Macherez (1893[27]-avant 1897[12]) ;
- Louis Marchegay (à partir de 1897[30]) ;
- Émile Maruéjouls (1893[27]-après 1897[12]) ;
- Louis Mennesson (1889[4]-avant 1893[27]) ;
- Émile Mercet (à partir de 1897[12]) ;
- Daniel Mérillon (1889[4]-avant 1893[27]) ;
- Alfred Mézières (à partir de 1897[12]) ;
- Victor Milliard (1893[27]-après 1897[12]) ;
- Eugène Mir (1893[27]-après 1897[12]) ;
- Louis Munier (1893[27]-1896) ;
- Maurice Muret (1893[27]-1899), démissionne en 1899[19] ;
- François Poirrier (à partir de 1897[30]) ;
- Eugène Rambourgt (1893[27]-après 1897[12]) ;
- Antony Ratier (1897[12]-1899), démissionne en 1899[19] ;
- Paul Robiquet (1897[12]-1899), démissionne en 1899[19] ;
- Félix Roussel (à partir de 1897[12]) ;
- Albin Rozet (1893[27]-après 1897[12]) ;
- Oscar Saint-Prix, (1893[27]-avant 1897[12]), démissionne en 1898[33] ;
- Eugène Sée (à partir de 1897[30]) ;
- Maurice Sibille (1893[27]-avant 1897[12]) ;
- Fidèle Simon (1893[27]-avant 1897[12]) ;
- Louis Thonnard du Temple (à partir de 1897[30]) ;
- Émile Trélat (1893[27]-après 1897[12]) ;
- Georges Trouillot (1893[27]-avant 1897[12]) ;
- Louis Léger Vauthier (1893[27]-après 1897[12]) ;
- Geoffroy Velten (1893[27]-avant 1897[12]).